# Paul Kreich
Paul Kreich (* 3. August 1908 in Berlin; † 5. Februar 2004 in Hambühren) war ein deutscher Politiker (FDP).

## Leben
Kreich besuchte die Volksschule und legte am Reform-Realgymnasium sein Abitur ab. Anschließend studierte er Architektur an der Technischen Universität Berlin und schloss als Diplomingenieur ab. Er war danach im höheren bautechnischen Verwaltungsdienst als Bauassessor tätig und wurde später Magistrats-Oberbaurat.
Kreich war ab 1951 Mitglied der FDP Berlin. Vom 10. April 1958 bis zum Ende der Legislaturperiode zum Jahreswechsel 1958/59 war er Mitglied des zweiten Abgeordnetenhauses von Berlin.